# Vernon Campbell
Vernon Campbell, auch Vernon W. Campbell, (* 4. April 1961 in Newark, New Jersey) ist ein US-amerikanischer Schauspieler. Heute lebt er in East Orange, New Jersey.

## Leben und Leistungen
Campbells untersetzte, stämmige Statur und seine Glatze führen dazu, dass man ihn fast ausschließlich Rollen als Kriminalbeamter oder Bodyguard spielen sieht.
1995 spielte er im Oscar-nominierten Film 12 Monkeys neben Bruce Willis und Brad Pitt. 1997 war er im Film Nacht über Manhattan an der Seite von Andy García und James Gandolfini zu sehen.

## Filmografie (Auswahl)
- 1993: Wonderguy
- 1995: 12 Monkeys (Twelve Monkeys)
- 1995: Stirb langsam: Jetzt erst recht (Die Hard: With a Vengeance)
- 1996: Illtown
- 1997: Harry außer sich (Deconstructing Harry)
- 1997: Nacht über Manhattan (Night Falls on Manhattan)
- 2001: Brooklyn Babylon
- 2002: Bad Company – Die Welt ist in guten Händen (Bad Company)
- 2005: Eve’s Preyer
- 2008: The Wrestler
- 2009: Meet the Rizzos (City Island)